# レ・チョン・タン
レ・チョン・タン（ベトナム語: Lê Trọng Tấn, 漢字: 黎仲迅, 1914年10月3日 - 1986年12月5日）は、ベトナムの軍人。ベトナム戦争中はベトナム解放軍副司令官を務め、戦争末の1975年にホー・チ・ミン作戦指揮部副司令官を務めた。戦後は総参謀長および国防次官を歴任。最終階級は大将。

## 経歴
レ・チョン・タンは1914年10月3日、ハドン省（現在のハノイ市）ホアイドゥク県イェンギア村において、レ・チョン・トーの名で生まれた。彼の父は学者で、かつては東京義塾運動にも参加し、引退後にイェンギア村に移り住み、レ・チョン・トーが7歳の時に亡くなった。若いころ、レ・チョン・トーはブオイ高等学校に学び、ハノイのエクレア・サッカークラブにおいてポジションを獲得したサッカー・スキルはよく知られていた。レ・チョン・トーは1943年末にベトミンに参加し、八月革命時には故郷ハドン市において革命委員会軍事評議員となった。ベトミンが権力を奪取した後、レ・チョン・トーは「救国軍」（Cứu quốc quân、後のベトナム人民軍）に入隊し、名をレ・チョン・タンと改める。第39中隊中隊長を務めた後、1947年8月23日に第13区長に任命される。さらに1948年1月25日、第10連区副長に任命された。
第一次インドシナ戦争の開始時、レ・チョン・タンはE206連隊（ソン・ロー連隊）司令官を務めていた。1950年のビエンギョイ作戦 (Biên giới Campaign) において、レ・チョン・タンはドンケ戦線 (Đông Khê front) のベトナム人民軍副司令官を務め、同年12月に第312師団師団長に任命される。1954年のディエンビエンフーの戦いにおいては、同師団隷下の一部隊が最初にフランス軍司令部に突入し、クリスティアン・ド・カストリ将軍を捕らえ、戦闘を終結させた1954年から1960年、レ・チョン・タンはベトナム歩兵士官学校校長を務め、1961年3月から1962年まで副総参謀長を務めた。
レ・チョン・タンは1962年にベトナム解放軍副司令官に選ばれ、ベトナム戦争に直接関与し始めた。1970年と1971年の2年間、レ・チョン・タンはベトナム人民軍の特使としてラオス戦線に派遣され、ジャール平原の戦場で部隊を指揮した。1972年、第一次クアンチ戦役におけるベトナム人民軍の司令官に任ぜられ、1年後に副総参謀長の職に復帰し、同時に第1軍団司令官と軍事科学学院長の職を兼ねた。1975年3月25日、レ・チョン・タンはクアンダ戦線司令官に任ぜられ、フエ＝ダナン作戦を指揮し、29日にダナン市を解放した。1975年春季攻勢の副指令に任ぜられた。1975年春季攻勢の終盤において、レ・チョン・タンサイゴンを攻撃するベトナム人民軍の東翼を担った。彼の指揮下の第2軍団第1連隊第4中隊が独立宮殿（南ベトナム大統領官邸）に最初に突入し、ズオン・バン・ミン大統領を逮捕した。
戦後レ・チョン・タンは、副総参謀長と高級軍事学院院長の職を担った。1976年12月の第4回ベトナム共産党大会においては中央委員に選出される。カンボジア・ベトナム戦争時、レ・チョン・タンは1978年12月から1979年2月まで、ベトナム南部国境のベトナム軍司令官を務めた。1980年2月、ヴァン・ティエン・ズン大将が国防相に転出すると、その後任としてベトナム国防次官兼ベトナム人民軍総参謀長に任命され、上将に昇格した。1982年3月の第5回党大会において中央委員に再選。1984年12月21日、第7期国家評議会決議596号により、大将に昇格。1986年の全軍党大会において第6回党大会の代議員に選出され、国防相にも内定していたが、大会の10日前の12月5日、72歳で死去した。

## 顕彰
その軍歴の中で、レ・チョン・タンはホーチミン勲章 (Huân chương Hồ Chí Minh、死後追贈)、金星勲章 (Huân chương Sao vàng)、一等および三等軍事勲章 (Huân chương Quân công)、一等勝利勲章 (Huân chương Chiến thắng) を含め、様々な称号・メダル・勲章を授与された。ベトナムのいくつかの通りと広場はレ・チョン・タンの名前を冠している。
ベトナム人民軍の戦友たちの間では、レ・チョン・タンは実戦指揮及び軍事知識におけるスキルを高く評価されていた。ヴォー・グエン・ザップ将軍はレ・チョン・タンをベトナム最高の軍事指揮官の一人と見なしていた。フィデル・カストロはかつて彼を「ベトナム最高の将軍」と呼び、ベトナム国内において時に「ベトナムのジューコフ」とも呼ばれた。